# 锡金花蟹蛛
锡金花蟹蛛（学名：Xysticus sikkimus）为蟹蛛科花蟹蛛属的动物。分布于印度、锡金、尼泊尔以及中国的西藏等地，常生活于菜园或林间草丛。该物种的模式产地在印度。